# Alberta Adams
Alberta Adams, nata Roberta Louise Osborn (Indianapolis, 26 luglio 1917 – Dearborn, 25 dicembre 2014), è stata una cantautrice statunitense.

## Discografia parziale
- 1999 - Born with the Blues
- 2000 - Say Baby Say
- 2004 - I'm on the Move
- 2006 - Detroit's Queen of the Blues (EP)
- 2008 - Detroit Is My Home